# Dremiel Byers
Dremiel Deshon Byers (ur. 11 września 1974) – amerykański zapaśnik w stylu klasycznym. Dwukrotny olimpijczyk. Siódmy w Pekinie 2008 w wadze 120 kg i dziewiąty w Londynie 2012 w kategorii 120 kg.
Trzykrotny medalista mistrzostw świata, złoto w 2002. Srebro igrzysk panamerykańskich w 1999 i 2007. Trzy medale na mistrzostwach panamerykańskich, złoto w 2003. Pierwszy w Pucharze Świata w 2001; drugi w 2007 i 2008 i szósty w 2003. Pierwszy na mistrzostwach świata wojskowych w 2005 roku. W młodości zawodnik North Carolina Agricultural and Technical State University.